# Rosalbina Caradori-Allan
Rosalbina Caradori-Allan   (Milà, 1800 - Surbiton, 15 d'octubre de 1865) Maria Caterina Rosalbina Caradori-Allan va ser una soprano d'òpera, d'origen alsacià, establerta al Regne Unit .

## Biografia
Maria Caterina Rosalbina de Munck va néixer a la Casa Palatina, Milà, l'any 1800. El seu pare, el baró de Munck, era alsacià, i havia servir a l'exèrcit francès, mentre que la seva mare era nativa de Sant Petersburg. Segons la New American Encyclopedia, i la Complete Encyclopaedia of Music de Moore, el seu pare va morir quan ella tenia vint anys, deixant a la família sense recursos econòmics. De Munk, a qui la seva mare havia donat una excel·lent educació musical, es va veure obligada a dedicar-se professionalment a la música.
Va desenvolupar la seva carrera professional en el Regne Unit, però va cantar també en altres països, fins i tot a l'altre costat de l'Atlàntic, on de 1837 a 1839 va cantar als Estats Units. Va usar el cognom de la família de la seva mare, Caradori i a Anglaterra va debutar com a soprano en el King's Theatre de Londres, on va interpretar el paper de Cherubino a Les noces de Fígaro el 12 de gener de 1822. The Examiner (1808–86) del 20 de gener de 1822 va revisar favorablement el seu debut
Sembla molt jove, amb una figura lleugera i un rostre agradable que s'adapta bé al personatge. La seva veu és com la seva persona, esvelta; però té tons d'extrema dolçor i expressió que arriben alhora al cor, amb una alegre facilitat d'execució que apareix com a resultat d'una flexibilitat natural més que no pas adquirida, per la qual cosa està completament lliure de tota mostra de dificultat o esforç. Si, com a crítics, hem de trobar algun error, és més aviat una redundància d'ornamentació, però s'introdueix d'una manera tan poc que interfereix amb el sentiment, i executat de manera tan encantadora…
El seu sou per a aquesta primera temporada va ser de 300 lliures. El 1823, es va tornar a contractar, amb un sou de 400 lliures esterlines, i va aparèixer com a Vitellia a La clemenza di Tito de Mozart i com a Carlotta a Elisa i Claudio de Saverio Mercadante.
El 1823, es va casar amb E. T. Allan, el secretari del King's Theater, on va tornar a estar compromesa amb un sou de 500 lliures, cantant amb Catalani al Nuovo latico per la Musica de Mayr, i (com a benefici per a ella mateixa) com Zerlina a Don Giovanni. L'any següent les seves parts principals van ser Carlotta a L'Adelina de Pietro Generali, Fàtima a Pietro l'Eremita de Gioachino Rossini i Palmide a Il crociato in Egitto de Giacomo Meyerbeer; en aquesta darrera òpera es va associar amb el castrat Velluti.
El 1826, el seu sou, que s'havia reduït a 400 lliures, es va elevar a 700 lliures, i va cantar amb Giuditta Pasta a Giulietta e Romeo de Zingarelli, i com a Rosina a Il Barbiere di Seviglia. Tanmateix, durant l'any següent, el seu sou va pujar a 1.200 lliures, però aquesta va ser l'última temporada d'òpera italiana a Anglaterra durant algun temps. Després d'això, Caradori-Allan va anar al continent.
Va cantar a Venècia el 1830, on va crear el paper de Giulietta a I Capuleti e i Montecchi de Vincenzo Bellini, però el 1834 va tornar a aparèixer en italià, a l'òpera a Londres, i després de 1835 va romandre principalment a Anglaterra fins a la seva mort.
Va cantar el solo de soprano a l'estrena britànica de la Simfonia núm. 9 de Beethoven el 21 de març de 1825 i, aproximadament, va participar en el festival de York i va estar a Gloucester. El 1827 va actuar als festivals de Leicester i Worcester. El 1834, va cantar al festival Händel a l'Abadia de Westminster, el 1836 al festival de Winchester amb Maria Malibran, i el 1846 va participar a l'Elies de Felix Mendelssohn en una producció presentada al festival de Birmingham.

En la fase final de la seva carrera, va abandonar l'escenari per a l'oratori i el cant de concert, en el qual va aconseguir un gran èxit. El 1840, va emprendre una exitosa gira de concerts als Estats Units. Va ser una intèrpret habitual als Concerts de Música Antiga, i va fer una mica d'ensenyament. També va compondre; The Daily News del 12 de juliol de 1847 va revisar favorablement les seves composicions:
…diversos nous aires i duets italians han aparegut de la ploma de Madame Caradori Allan, una dama distingida durant molt de temps pel seu estil pur i gràcil en aquesta espècie de composició. Hi ha dos duets, Le Due Rose, i Il Canto del Trovatore, tots dos per a veus de dames [A continuació una bona ressenya, lloant la seva competència harmònica], però la nostra preferida d'aquestes cançons és Il sospiro: és força petita joia, plena de tendresa fantasiosa i original i imaginativa.
La seva mare, Elizabeth de Munck (de soltera Caradori), que havia anat a viure amb ella i el seu marit a Londres, va morir el 1841, als setanta-nou anys. Va ser enterrada al cementiri Highgate i a la seva tomba hi ha un petit monument amb una talla en relleu que il·lustra la llegenda d'una mare pelicà que, en moments de necessitat, se sacrificava tot picant-se el pit i deixant que els seus pollets beguessin la sang que brollava de la ferida que ella mateixa s'havia fet. Sota el relleu del pelicà hi ha les paraules «Ici repose ma meillure amie, ma mère - Rosalbina» (aquí descansa la meva millor amiga, la meva mare). A la tomba no hi al nom de la persona que hi reposa, si bé a la part posterior del monument es veuen les restes d'alguna inscripció il·legible. Però el nom Rosalbina i la descripció de la tomba en una guia del cementiri publicada el 1845, han permès concloure que es tracta de la tomba de la mare de la soprano. La guia transcriu la inscripció ara il·legible, que deia: «ELIZABETH CHRISTINA BARONESS OF MÜNCK vídua del tinent coronel Baró M.X.X De Münck, cavaller de l'Orde de Sant Lluís. Nascuda a Sant Petersburg, 1768.»
Es va retirar el 1848 després del final de temporada del Concert de Música Antiga el 14 de juny, tot i que va fer una darrera aparició a la plataforma, per al concert del Crystal Palace que va inaugurar "The Great Exhibition" l'1 de maig de 1851. Va morir a Elm Lodge, Surbiton, al sud de Londres, el 15 d'octubre de 1865. Les seves restes reposen junt a les del seu marit en el cementiri Kensal Green, també a Londres.

## Avaluació
Al llarg de la seva vida, Madame Caradori-Allan va gaudir d'una gran popularitat. Ella era personalment amable i gens afectada. Musicalment, va tenir un gran rendiment, sent una excel·lent lectora a la vista i una reconeguda compositora de cançons per a veus solistes i conjuntes. El seu cant era més notable pel final que per la força; la seva veu es caracteritzava per ser pura, dolça, clara, platejada i flexible. Tanmateix, es deia d'ella que «sempre va encantar, però mai va sorprendre» el seu públic. Com a actriu era encantadora.